# 阿信 (電影)
《阿信》（日语：おしん）是一部於2013年10月12日上映的日本電影，原著為NHK晨間小說連續劇《阿信》。香港上映日期為2013年12月5日，臺灣上映日期為2013年12月13日。

## 播出時間

### 首播
| 頻道           | 所在地 | 播映日期      | 播出時間 | 備註     |
| -------------- | ------ | ------------- | -------- | -------- |
| 衛視電影臺     | 臺灣   | 2014年6月8日  | 21：00   | 全臺首播 |
| 香港國際財經台 | 香港   | 2019年6月30日 | 21：00   | 英語字幕 |

## 概要
2012年6月11日，電影製作公司發表計畫拍攝《阿信》真人電影版，並為迎接電視劇版播出三十週年，選定2013年10月12日上映。主角在經過半年的全國試鏡後，從約2500人當中挑選童星濱田茲音擔綱，另外當年演出的泉平子、小林綾子、葛茲石松也都參與了此次電影拍攝。導演為出身於山形縣鶴岡市的富樫森，也因此他參加了所有在山形縣的外景。本電影從2013年2月15日開拍，至3月31日結束。
在中國方面，則與唐德公司合作，該公司亦為製作委員會成員之一。

## 登場人物

### 主演角色
| 演員     | 角色     | 介紹／暱稱／關係／職業 |
| -------- | -------- | ---------------------- |
| 濱田兹音 | 谷村信   |                        |
| 上戸彩   | 谷村藤   | 的母親                 |
| 稻垣吾郎 | 谷村作造 | 的父親                 |

### 主要角色
| 演員       | 角色       | 介紹／暱稱／關係／職業 |
| ---------- | ---------- | ---------------------- |
| 岸本加世子 | 阿常       | 女傭                   |
| 小林綾子   | 八代美乃   | 加代的母親             |
| 乃木涼介   | 八代清太郎 | 加代的父親             |
| 井頭愛海   | 八代加代   | 加代小姐               |
| 吉村實子   | 谷村中     | 的奶奶                 |
| 滿島真之介 | 俊作       | 逃兵                   |
| 葛茲石松   | 松造       | 燒炭老人               |
| 泉平子     | 八代邦     | 加代的奶奶             |

## 工作人員
- 原作 - 橋田壽賀子
- 編劇 - 山田耕大
- 導演 - 富樫森
- 企畫 - 中澤敏明、丸山典由喜
- 製作 - 遠谷信幸、岩原貞雄、加藤直次、遠藤茂行、木下直哉、吳宏亮、古賀誠一、宮田一幸、町田智子、淺井敬、宇生雅明、加藤徹、谷德彦、坂井宏先、寒河江浩二、園部稔、吉村和文、松浦隆一、岡正和、鈴木謙司
- 執行製作人 - 千野毅彦、田代秀樹
- 製作負責人 - 廚子健介、谷澤伸幸、岡田有正
- 製作人 - 古賀俊輔、湊谷恭史
- 音樂 - めいな Co.
- 攝影 - 鈴木周一郎
- 照明 - 佐藤浩太
- 錄音 - 岩丸恒
- 美術監修 - 丸尾知行
- 美術 - 中川理仁
- 裝飾 - 藤田徹
- 衣裳 - 武内修、早船光則
- 造型 - 中田麻里子、森崎須磨子
- 床山造型 - 深町ニ宏、石井崇子
- 場記 - 西岡容子
- VFX監修 - 安田智也
- 編輯 - 西尾光男
- 候補製作人 - 楠本直樹
- 選角 - 北田由利子
- 助理導演 - 千村利光
- 責任製作 - 齋藤大輔
- 製作 - 「阿信」製作委員會（Sedic國際、電通、TBS電視臺、中部日本放送、東映、木下集團、浙江唐德影視股份公司、OSCAR PROMOTION、每日放送、朝日新聞社、TBS廣播與信息公司、庄内電影村、J:COM、TVU山形、POPLAR社、山形新聞、山形放送、山形有線電視臺、東北有線電視網、山形電視臺、櫻桃電視臺）
- 攝影支援 - 山形縣
- 外景支援 - 山形市、鶴岡市、酒田市、朝日町、大江町、戶澤村、三川町、庄内町、遊佐町
- 製作 - Sedic國際
- 制作公司 - Zafuru、庄内電影村
- 製片公司 - 東映

## 音樂

### 主題曲
| 曲別   | 歌曲名稱              | 作詞     | 作曲     | 演唱者         | 備註       |
| 主題曲 | Belief 給等待春天的你 | 山村隆太 | 阪井一生 | 五月天、凡人譜 | 電影主題曲 |

## 票房收入
臺北週末票房排行榜
| 週次 | 排行日期                 | 排行 | 本週票房 | 累計票房 | 備註 |
| 01   | 2013年12月13日－12月15日 | 12   | 56萬     | 60萬     |      |
| 02   | 2013年12月20日－12月22日 | 22   | 11萬     | 98萬     |      |
| 03   | 2013年12月27日－12月29日 | 29   | 21.350萬 | 108萬    |      |

- 資料來源：K電影情報網 與 開眼電影網 （页面存档备份，存于）

## 外部連結
- 映画『おしん』的X（前Twitter）
- おしん的Facebook專頁
- 阿信Oshin的Facebook專頁